# 2019年6月莫普提區襲擊事件
袭击事件发生于2019年6月10日凌晨，马里中部莫普提区的Sobane-Kou村遭到不明武装人员袭击，袭击者杀害村民及动物，并且烧毁房屋，造成35人死亡，而据之前的说法，有约95人死亡，19人失踪。一位在大屠杀现场的安全人员说：“一个多贡村庄实际上已经被消灭了。”该村大约有300名居民。
目前还没有人或组织宣称对此负责，马里政府正在进行调查。附近邦卡斯市长穆雷吉恩多对路透社说，天黑后富拉尼人袭击了这个村庄。这场大屠杀带以牙还牙的民族袭击的特征，不到三个月前，一场屠杀导致富拉尼族的近160名成员被一个多贡组织杀害。
正在瑞士访问的马里总统易卜拉欣·布巴卡尔·凯塔表示：“这个国家不可以充斥着被复仇和复仇的恶性循环”。随后缩短了这次正式访问。他呼吁马里人民团结，“让我们的国家生存下去”。事发后马里军队部署在该村庄，试图保护该地区，确保附近村庄不再发生袭击。
自2018年1月以来，马里中部的民族冲突已造成551人死亡，129人受伤。